# Henrik Åbom
Henrik Åbom (Borås (stad), 18 mei 1980) is een Zweeds voormalig wielrenner die in 2012 reed voor Team CykelCity.se. Aan het eind van zijn actieve wielercarrière trad hij in dienst bij Craft, een fabrikant van sportkleding.

## Carrière
In 2010 kwam Åbom dicht bij een overwinning door in de Scandinavian Race Uppsala vierde te worden in een sprint met vijf. In 2012 stond Åbom onder contract bij Team CykelCity.se. Namens deze ploeg reed hij in juni naar een zestiende plek op het nationale kampioenschap. Een jaar later werd hij zesde, op 25 seconden van winnaar Michael Olsson.

## Ploegen
- 2012 –  Team CykelCity.se